# Britomartis igarashii
Britomartis igarashii är en fjärilsart som beskrevs av Hayashi 1976. Britomartis igarashii ingår i släktet Britomartis och familjen juvelvingar. Inga underarter finns listade i Catalogue of Life.

## Bildgalleri

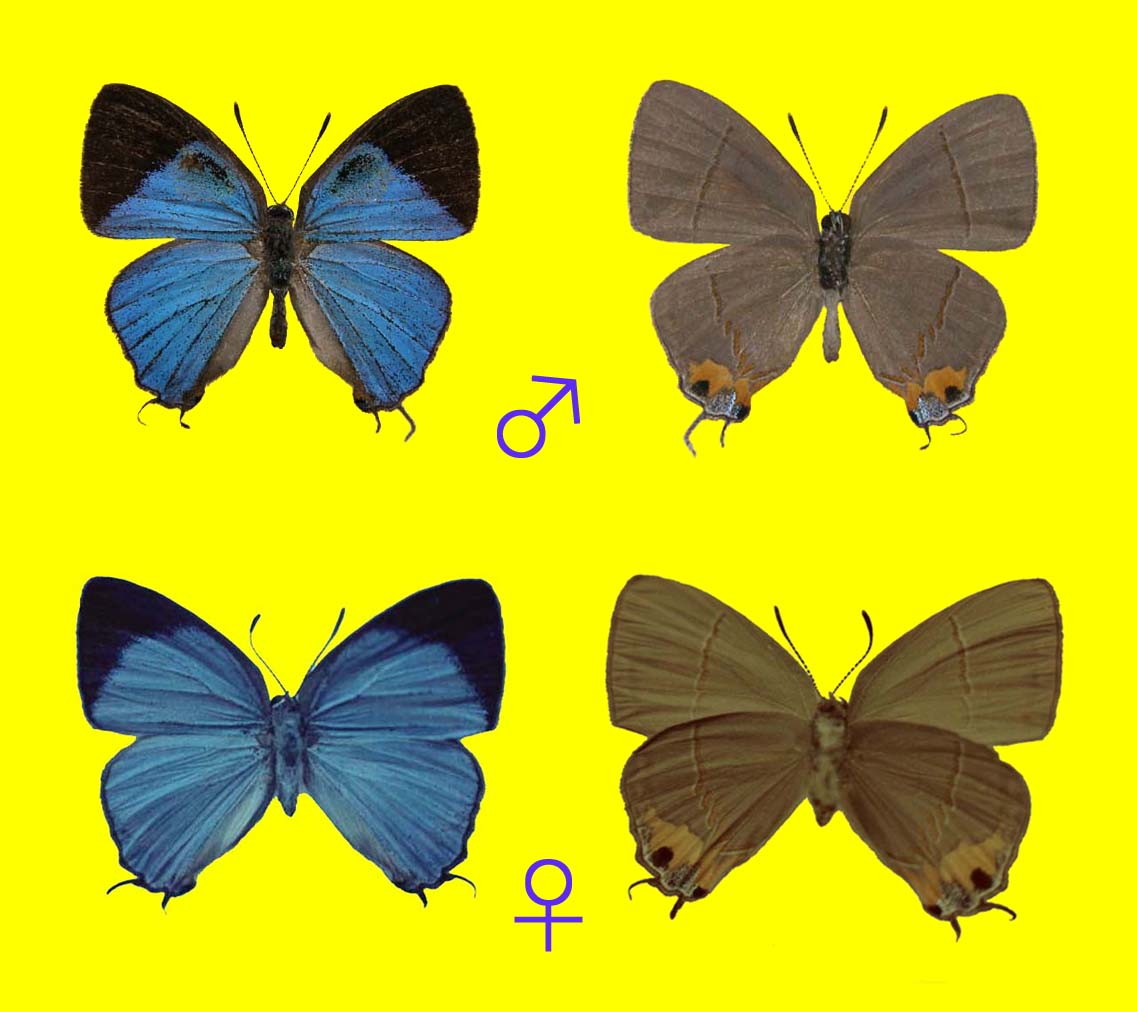